# Granån, Lappland
Granån är Öreälvens största biflöde. Den rinner upp norr om Råberg på Stöttingfjället, nära den punkt där Lycksele, Vilhelmina och Åsele kommuner möts. Därifrån rinner Granån österut, förenar sig med Norrån vid Vägsele och mynnar i Öreälven (Örån) vid Bratten.
Granån är nästan fem mil lång och har ett avrinningsområde som är rikt på myrar men fattigt på sjöar. Åns nedre del har varit allmän flottled vilket innebär att sten rensats bort ur forsarna och dammar har byggts. Bitvis är dock naturvärdena mycket höga.